# Haestasaurus
Haestasaurus becklesii is een plantenetende sauropode dinosauriër, behorend tot de Macronaria, die in het vroege Krijt leefde in het gebied van het huidige Engeland.

## Vondst en naamgeving
In 1852 werd bij Hastings, op de kust van East Sussex, bij eb een blok steen van de Wealden Sandstone zichtbaar met botten. De precieze locatie is tegenwoordig niet meer bekend. De verzamelaar Samuel Husband Beckles liet het bergen en prepareren waarbij een gigantische voorpoot tevoorschijn kwam. Beckles informeerde de arts en amateurpaleontoloog Gideon Mantell over de vondst. Mantell bestudeerde de botten en hield er nog in 1852 een lezing over. De lezing werd weergegeven in de anonieme handelingen van het Royal Institute of Great Britain waaruit duidelijk wordt dat Mantell de botten toewees aan het al eerder door hem benoemde geslacht Pelorosaurus, als de nieuwe soort Pelorosaurus becklesii. De toewijzing werd vermoedelijk geïnspireerd door het feit dat Mantell als eerste had beseft dat de tot dan toe erg fragmentarische vondsten van sauropoden betrekking hadden op landdieren en niet op reusachtige zeereptielen zoals Richard Owen eerder had aangenomen. Pelorosaurus conybeari had dat bewezen doordat er een lang opperarmbeen aan toegewezen werd en de nieuwe vondst, met opnieuw resten van een voorpoot, bevestigde Mantells hypothese.

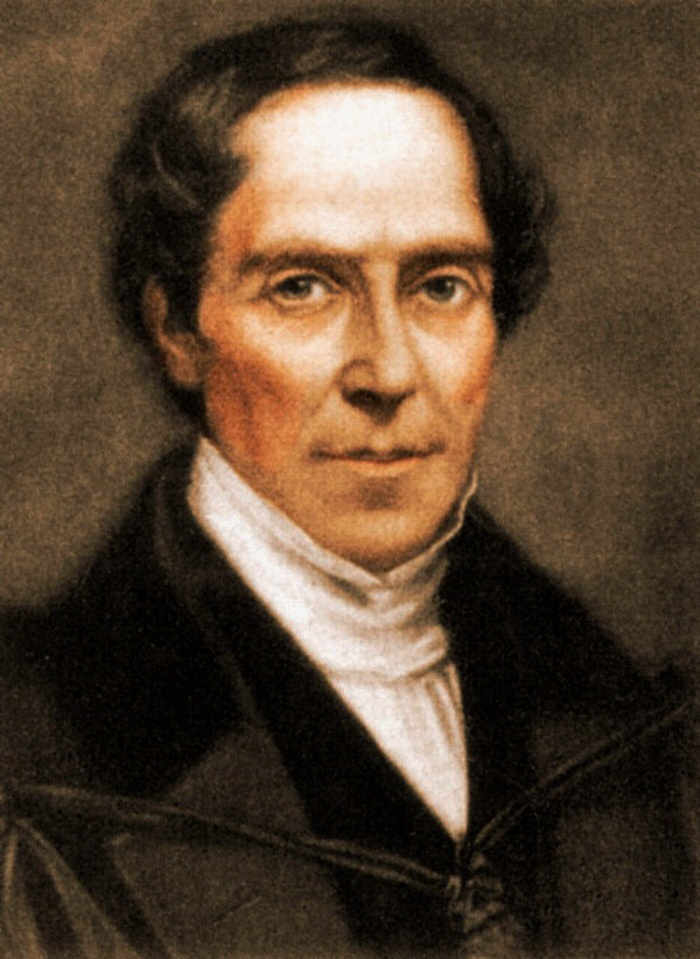
Gideon Algernon Mantell benoemde P. becklesii

Pelorosaurus becklesii kreeg na 1852 eerst weinig aandacht, wellicht omdat het exemplaar in het particulier bezit van Beckles bleef totdat het British Museum de vondst in 1891 aankocht. Owen, de meest gezaghebbende Britse paleontoloog van die tijd, vermeldt de soort nergens in zijn geschriften. In 1888, toen al veel meer over sauropoden bekend was vanuit Amerikaanse vondsten, besprak Richard Lydekker ook Beckles' ontdekking aan de hand van een gipsafgietsel, BMNH R28701. Lydekker blijkt echter niet meer te weten van de soortnaam Pelorosaurus becklesii en meent dat de vondst gedaan is bij het eiland Wight. Hij heeft twijfel over het verband met Pelorosaurus en suggereert affiniteiten met Cetiosaurus en Titanosaurus. In 1889 hernoemde Othniel Charles Marsh de soort tot een nieuwe soort van zijn Morosaurus: Morosaurus becklesii. Dat werd echter niet aanvaard door Lydekker die het materiaal nog datzelfde jaar formeel toewees aan Cetiosaurus brevis. In 1932 meende Friedrich von Huene dat P. becklesii een eigen geslacht vertegenwoordigde maar gaf geen naam: hij verwees ernaar als "Gen. (?) becklesii", dus als een soort van een onbekend geslacht dat hij zag als een lid van de Camarasaurinae in de Brachiosauridae. Rodney Steel gebruikte in 1970 in zijn taxonomisch handboek weer de combinatie Pelorosaurus becklesii. In 1990 stelde John Stanton McIntosh dat het een eigen geslacht betrof dat echter opnieuw niet benoemd werd.
In 2015 publiceerden Paul Upchurch, Philip D. Mannion en Michael P. Taylor een moderne studie naar de vondst. Ze concludeerden dat P. becklesii alleen al in het opperarmbeen op vijf punten afweek van Pelorosaurus conybeari en dat beide taxa vermoedelijk ook geen zustersoorten waren. Ze besloten een eigen geslacht te benoemen.
In 2015 benoemden Upchurch, Mannion en Taylor het geslacht Haestasaurus. De geslachtsnaam is afgeleid van Haesta, het vijfde-eeuwse Saksische stamhoofd waarnaar volgens de legende Hastings genoemd zou zijn waarvan de naam verklaard is als Haestingas, "het volk van Haesta", en het Grieks sauros, reptiel of sauriër. De combinatio nova wordt zo Haestasaurus becklesii. De typesoort blijft Pelorosaurus becklesii. De naam werd gepubliceerd in een elektronisch tijdschrift en de hierom verplichte Life Science Identifier is urn:lsid:zoobank.org:pub: 9D2E9827-D6D5-444A-A01C-69CAE4FFCA22.
Het holotype, NHMUK R1870, is gevonden in een laag van de Hastings Beds Group die dateert uit het Berriasien-Valanginien, ruwweg 140 miljoen jaar oud. Het bestaat uit een bij elkaar gevonden opperarmbeen, ellepijp en spaakbeen van een linkervoorpoot. In de steen was ter hoogte van de elleboog een huidafdruk zichtbaar. Dit specimen heeft het aparte inventarisnummer NHMUK R1868. Bij de aankoop in 1891 werd ook het specimen NHMUK R1869 uit de Beckles Collection met de soort in verband gebracht, drie stukken van een groot middenhandsbeen, ruim een voet lang. In 2015 werd geconcludeerd dat de enkele grootte al uitsloot dat dit bot iets met het holotype van doen had.

## Beschrijving

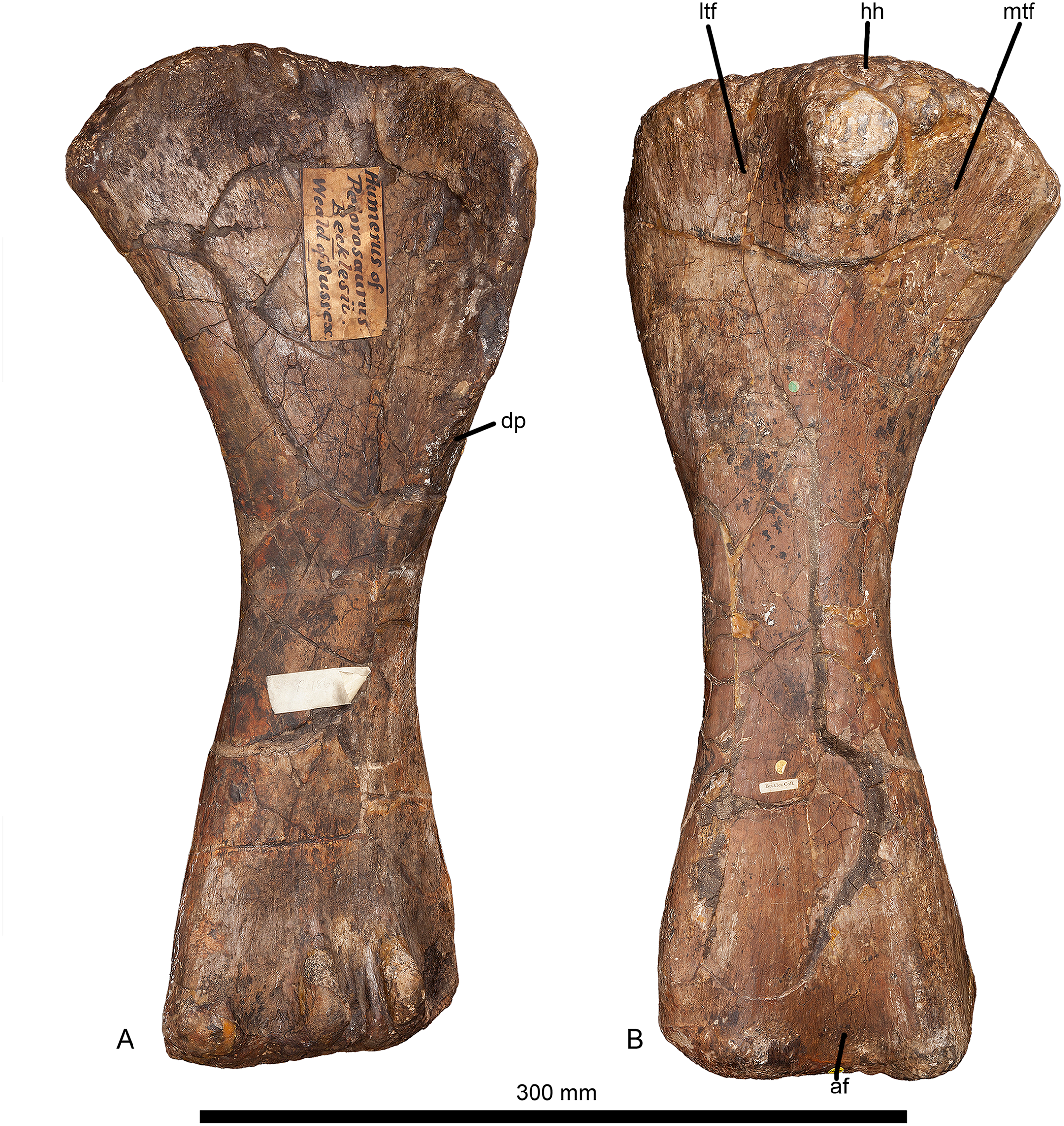
Het opperarmbeen, links van de voorzijde bezien, rechts van de achterzijde

### Grootte en onderscheidende kenmerken
Haestasaurus is een vrij kleine sauropode. De totale lengte van de voorpoot kan niet meer dan een anderhalve meter geweest zijn wat wijst op een lichaamslengte van ruwweg tien meter en een gewicht van zo'n vijf ton.
In 2015 werden enkele onderscheidende kenmerken vastgesteld, unieke afgeleide eigenschappen ofwel autapomorfieën. De voorste binnenhoek van het onderste opperarmbeen steekt uit, een processus entepicondylaris anterior vormend. Aan de voorste onderkant van het opperarmbeen liggen tussen de gewrichtsknobbels twee kleine verticale richels. Het bovenvlak van het spaakbeen heeft van voor naar achter gemeten zijn grootste breedte langs de buitenrand, welke rand recht is in plaats van sterk bol. De voorste onderkant van het spaakbeen is licht hol, tussen buitenste en binnenste richels. Er doet zich een unieke combinatie voor van een robuuste ellepijp, die bovenaan een breedte heeft van meer dan 40% van de schachtlengte, en een slank spaakbeen, met bovenaan een breedte van minder dan 30% van de schachtlengte.

### Skelet
Het opperarmbeen heeft een lengte van 599 millimeter. Het is robuust gebouwd. De bovenrand is sterk verruwd, een teken dat die bedekt was met een dikke laag kraakbeen. De buitenzijde van de bovenkant maakt een duidelijke hoek, een afgeleid kenmerk dat typisch is voor Titanosauriformes. Het bovendeel is in zijaanzicht niet S-vormig gebogen, een basaal kenmerk. Aan de achterzijde van de bovenkant bevindt zich een lage bult.

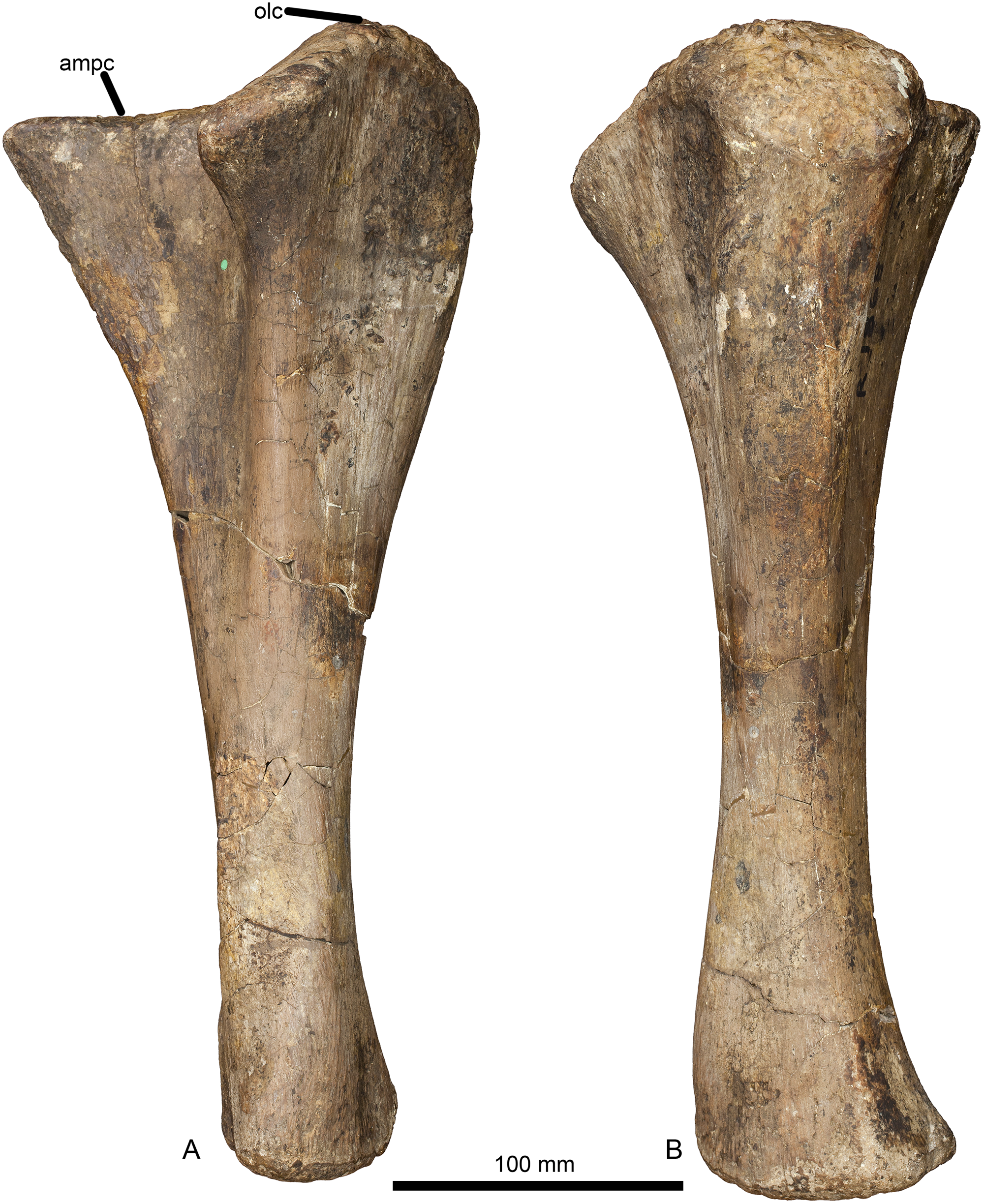
De ellepijp

De ellepijp heeft een lengte van 421 millimeter en is robuust gebouwd. Het is 146 millimeter breed aan de binnenste bovenkant. Dit weerspiegelt een forse processus olecrani achteraan, de aanhechting voor de musculus triceps brachii. De spitse voorste uitsteeksels maken een hoek met elkaar van 80°. Het uitsteeksel nog achter de processus olecrani is kort. Onderaan is de ellepijp licht verbreed, een basaal kenmerk.
Het spaakbeen heeft een lengte van 404 millimeter. Het is bovenaan meer dan tien centimeter breed; beschadigingen laten hier niet meer dan een schatting toe. Toch zal de breedte niet meer dan een kwart van de schachtlengte bedragen. Dat is vreemd omdat bij Sauropoda de robuustheid van ellepijp en spaakbeen elkaar meestal niet veel ontlopen. Het spaakbeen is nauwelijks om de lengteas gewrongen. Het bovenvlak is driehoekig waar dit normaliter ovaal of rond is. Het bovenvlak is kleiner dan het ondervlak, een afgeleid kenmerk. Aan de binnenzijde van de schacht bevindt zich een verticale richel voor de aanhechting van de musculus biceps braccii en de musculus brachialis inferior. Een richel aan de achterzijde ontbreekt, anders dan bij sommige titanosauriërs. De trapeziumvormige dwarsdoorsneden van de middelste schacht, met de breedste zijde naar achteren gericht, krijgt naar onderen toe een unieke holle voorzijde. De zo gevormde richels aan de voorzijde hebben hun tegenhanger in gebruikelijker condylen aan de achterzijde die ook weer een hol vlak omgeven. Een derde uitholling bevindt zich op dezelfde hoogte op de binnenzijde. De onderzijde is verbreed, een basaal kenmerk. Het ondervlak maakt een hoek van 21° met de schacht, een waarde die typisch is voor basale Neosauropoda.

### Huidafgietsels

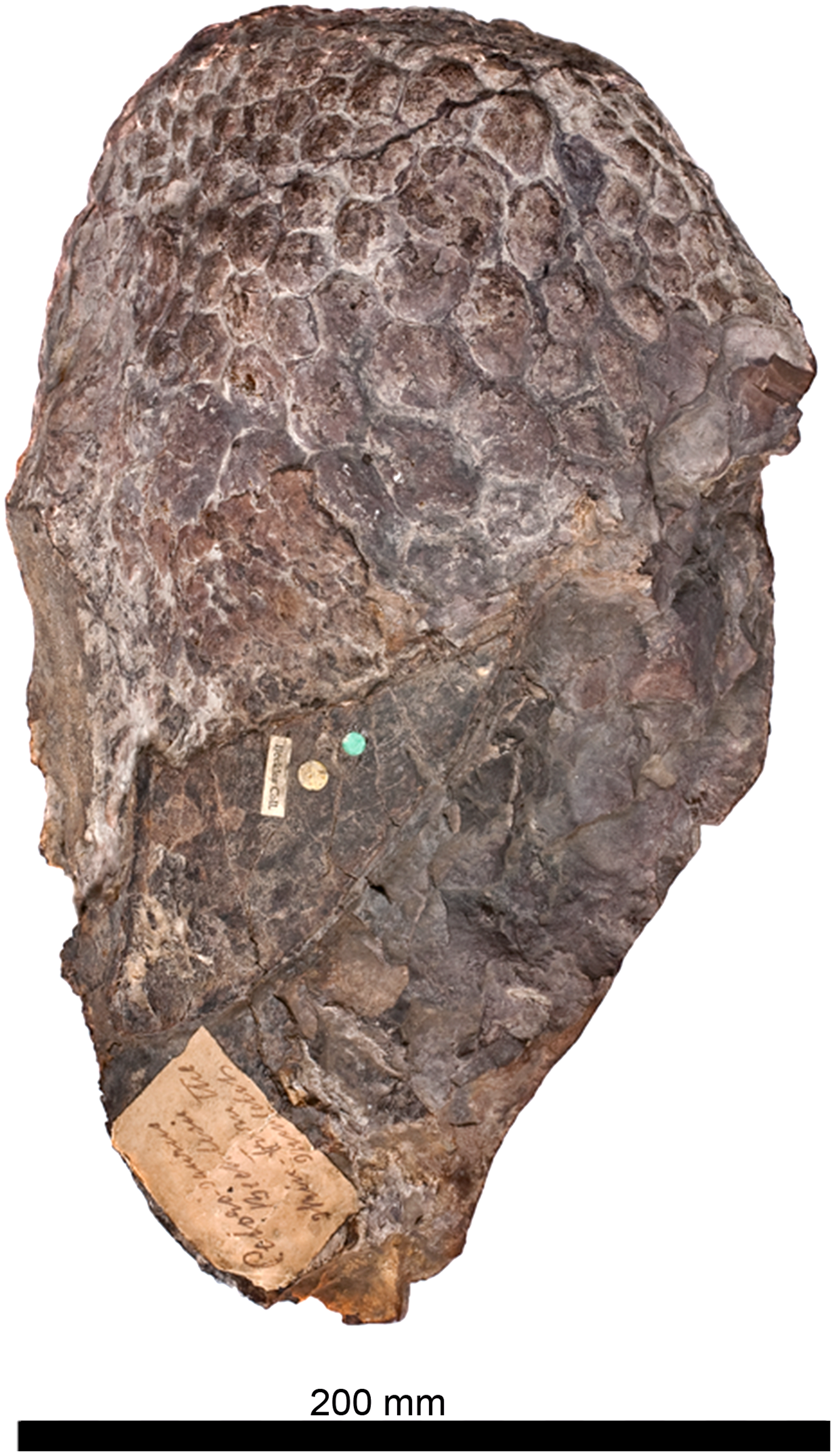
Natuurlijk afgietsel van de huid

Het specimen NHMUK R1868 vertegenwoordigt de eerste huidafdrukken die ooit van sauropoden gevonden zijn. In 2004 opperde Upchurch dat de afdrukken die van beenschubben of osteodermen waren; in 2015 was hij weer van mening veranderd en concludeerde dat het om normale hoornschubben ging. Een oppervlakte van 195 bij 215 millimeter wordt bedekt door talloze zeshoekige niet-overlappende schubben met een doorsnede van tussen de tien en vijfentwintig millimeter. Opliggende kleinere schubben op de grote schubben zijn niet waarneembaar. De schubben graderen van groot naar klein: het kan zijn dat de kleinere schubben precies op het ellebooggewricht lagen en daaraan zo een grotere beweeglijkheid gaven. De schubben zijn bol zoals ze bewaard zijn gebleven. Steel beargumenteerde daaruit dat ze in het echt hol moeten zijn geweest daar het immers afdrukken waren. In 2015 achtte men het waarschijnlijker dat het in feite om natuurlijke afgietsels gaat van oorspronkelijk bolle schubben. De schubben lijken sterk op huidafdrukken die bij latere vondsten van sauropoden gedaan zijn.
In 2022 onderzocht een studie de huid nader. Door middel van ultravioletfotografie werd vastgesteld dat ook de keerzijde van NHMUK R1868 met schubben bedekt was. Die hadden een diameter tot 34,7 millimeter. Speciale aandacht werd gegeven aan de papillae, kleine bultige structuren die zich op de hoofdschubben bevinden. Deze hebben een diameter van 0,3 tot één millimeter. Zulke papillae zouden te vinden zijn op alle bewaarde huidresten van Neosauropoda. Ze zouden wellicht gediend hebben voor camouflage door de schub een minder glanzend oppervlak te geven. Ze kunnen ook een functie gehad hebben in de temperatuursregeling door de oppervlakte van de huid te vergroten zodat die beter afgekoeld kon worden.
Reginald Walter Hooley had in 1917 al aandacht besteed aan de papillae van Haestasaurus. Hij meende dat ze de onderkant van de epidermis of opperhuid lieten zien en dus naar de binnenzijde van het lichaam gericht waren. Die interpretatie werd in 2022 verworpen.

## Fylogenie
Nadat de soort eerder in de Cetiosauridae, Camarasauridae en Brachiosauridae geplaatst was, neigden moderne onderzoekers naar een plaats in de Titanosauria of minstens de Titanosauriformes. Dat zou het taxon tot de oudste bekende Europese titanosauriër maken.

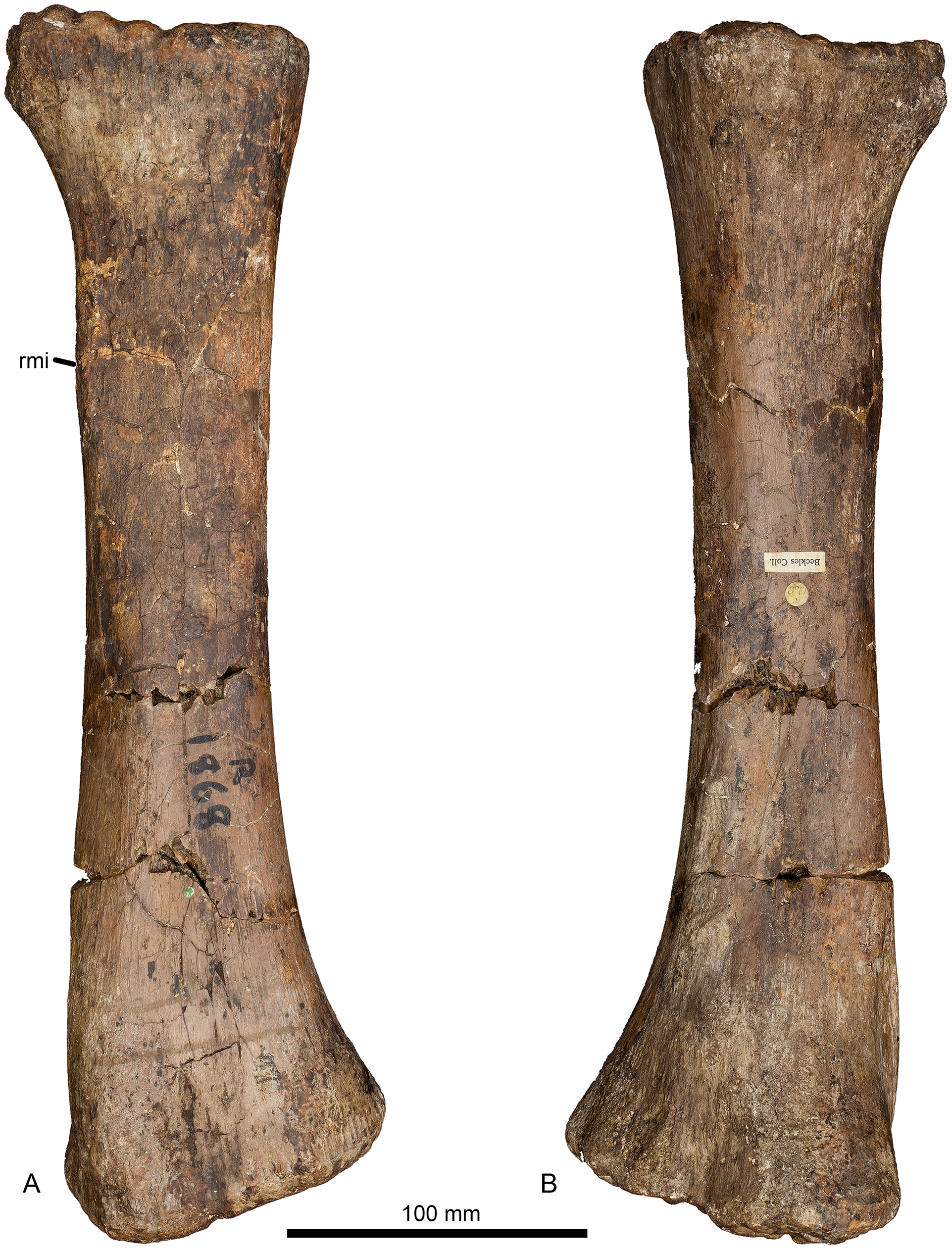
Het spaakbeen van Haestasaurus is bijzonder informatief

De studie uit 2015 bevatte voor het eerst een grondige cladistische analyse van deze kwestie. De uitkomsten daarvan waren echter niet eenduidig. Door het beperkte materiaal viel Haestasaurus op twee mogelijke posities uit. Een mogelijke positie was basaal in de Titanosauria. Het was echter ook mogelijk dat Haestasaurus basaal in de Macronaria stond als verwant van bijvoorbeeld Camarasaurus, Janenschia of Tehuelchesaurus. De studie achtte die laatste mogelijkheid het waarschijnlijkst daar de kenmerken die Haestasaurus met de Titanosauria deelde plausibel in een proces van convergente evolutie ontwikkeld zouden kunnen zijn: het zijn voornamelijk voor de hand liggende aanpassingen om het gewicht te dragen, welke zich zeer wel onafhankelijk hadden kunnen voordoen, zeker gezien het feit dat de voorpoot van sauropoden ook in andere kenmerken vaak homoplasie toont, het parallel ontwikkelen van dezelfde eigenschappen bij verschillende groepen. Daarbij had de positie in de Titanosauria de bijkomende eigenaardigheid dat ook de hele Brachiosauridae in de Titanosauria viel. Wel moest toegegeven worden dat bij de tweede mogelijkheid Haestasaurus een erg laat overlevende aparte tak van de Macronaria moet hebben gevormd: buiten de Titanosauriformes is het eigenlijk de enige benoemde macronariër die met zekerheid uit het Onder-Krijt stamt en niet ook uit het late Jura had kunnen dateren.
De fylogenie van Haestasaurus is vooral problematisch omdat hij een mengeling toont van basale en afgeleide eigenschappen. De studie uit 2015 geeft veertien basale eigenschappen, die gedeeld worden met eerdere sauropoden. Op het opperarmbeen loopt de deltopectorale kam aan de voorkant niet door over de binnenzijde. Op de achterste buitenkant van het opperarmbeen is er geen bult voor de aanhechting van de Musculus latissimus dorsi. De aanhechting voor de Musculus scapulohumeralis anterior, de spier tussen schouderblad en voorpoot, is zwak ontwikkeld. De voorste onderste gewrichtsknobbels blijven gescheiden door een inkeping. De uitholling boven de achterste gewrichtsknobbels is ondiep. Het ondervlak van het opperarmbeen loopt niet geleidelijk over in de voorzijde. Het ondervlak is overdwars plat zonder scheidende groeve; van onder bezien is er eigenlijk van gewrichtsknobbels geen sprake. De bovenkant van de ellepijp vormt een V waarin de bovenkant van het spaakbeen rust. De onderkant van de ellepijp verbreedt zich naar achteren. Het spaakbeen is slank. De bovenste achterkant van het spaakbeen heeft geen lengterichel. De onderkant van het spaakbeen is overdwars minder dan half zo breed als het midden van de schacht. De onderkant van het spaakbeen is nauwelijks van voor naar achteren afgeplat. De onderkant van het spaakbeen heeft aan de achterkant twee condylen, aan de binnenzijde en buitenzijde.
Het aantal afgeleide eigenschappen die gedeeld worden met groepen die hoog in de stamboom staan, bedraagt acht. Het opperarmbeen is robuust. De processus olecrani is opvallend groot. De ellepijp is robuust. Het uitsteeksel in de voorste bovenhoek van de bovenste ellepijp is in vooraanzicht of achteraanzicht sterk uitgehold. Het spaakbeen heeft meer dan 60% van de lengte van het opperarmbeen; weliswaar komt dit ook in basale vormen voor maar bij basale Titanosauriformes juist niet zodat het zich bij afgeleide Titanosauria opnieuw schijnt te hebben ontwikkeld. Het bovenvlak van het spaakbeen is driehoekig, versmallend naar het binnenste uitsteeksel. De binnenzijde van het spaakbeen heeft een verticale richel. Het ondervlak van het spaakbeen maakt een hoek van 20° of meer met de schacht; dit is in feite typerend voor basale Neosauropoda maar bepaalde gegevensverzamelingen onderkennen dit niet zodat dit kenmerk Haestasaurus dan in een analyse hoger doet uitvallen.